# Таганрогская авиация
ОАО «Таганрогская авиация» / ОАО «ТАВИА» — авиастроительное предприятие, расположенное в Таганроге Ростовской области. В апреле 2011 года ОАО «ТАВИА» было присоединено к ОАО «ТАНТК им. Г. М. Бериева».

## История
История авиационного завода начинается с 1916 года, когда по инициативе Владимира Лебедева он был основан акционерным обществом воздухоплавания «В. А. Лебедев и К°».
В августе-сентябре 1941 года завод № 31 был эвакуирован в Тбилиси. На его базе был создан Тбилисский авиазавод. После войны восстановлен как Таганрогский авиационный завод им. Г. Димитрова.
С 1 апреля 2011 года ОАО «ТАВИА» прекратило свою деятельность в связи с реорганизацией в форме присоединения к ОАО «ТАНТК им. Г. М. Бериева».

## Названия завода

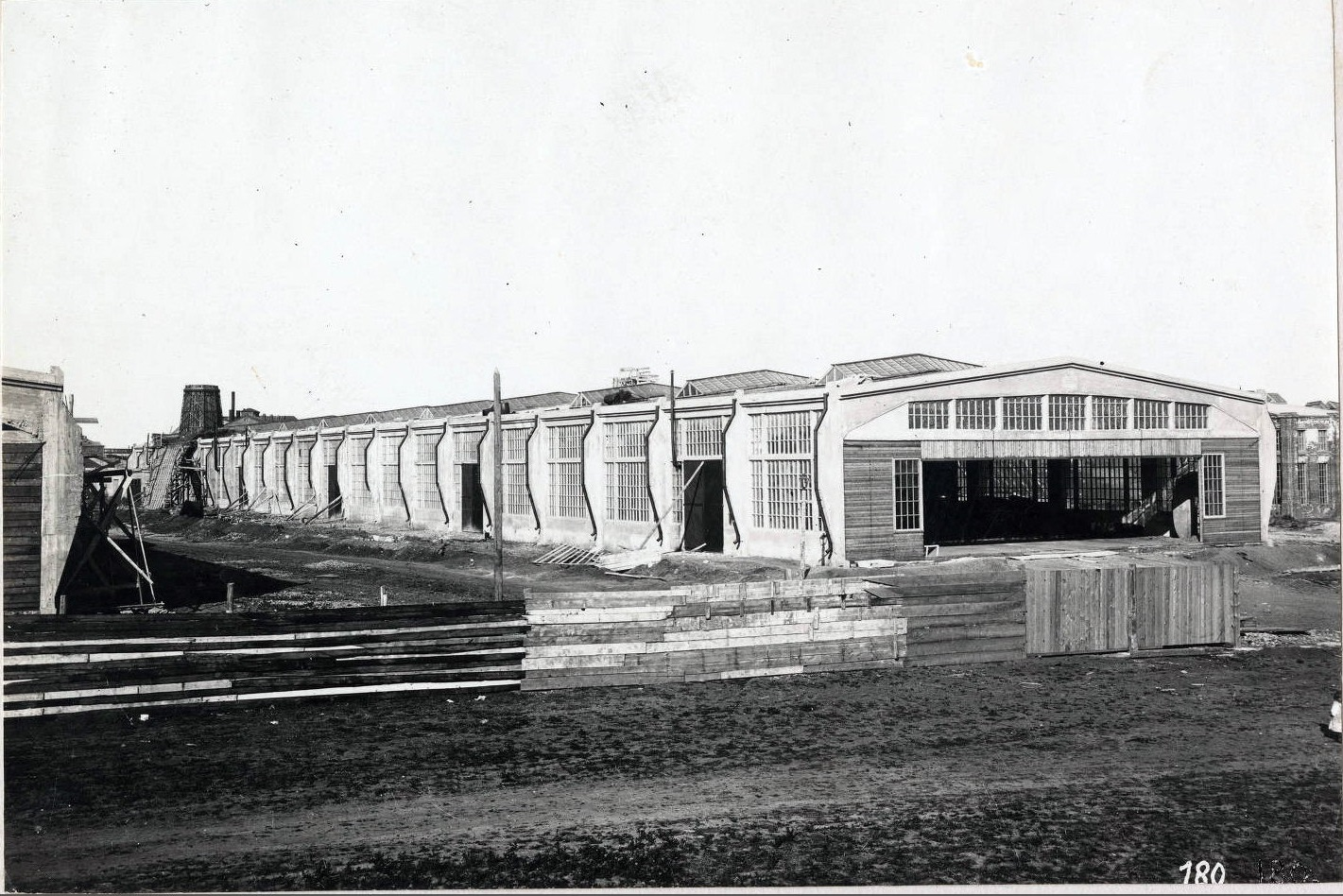
Аэропланный завод В. А. Лебедева в 1918 году

- с 1916 по 1920 — Таганрогский аэропланный завод
- с 1920 по 1923 — Авиационный завод «Лебедь»
- с 1923 по 1927 — ГАЗ № 10 «Лебедь»
- с 1927 по 1934 — Авиационный завод № 31
- с 1934 по 1934 — Авиационный завод № 31 им. Г. Димитрова
- Таганрогский авиационный завод им. Г. Димитрова
- Таганрогское авиационное производственное предприятие
- Таганрогское авиационное производственное объединение
- ОАО «Таганрогская авиация» / ОАО «ТАВИА»

## Типы самолётов, произведённых на заводе
- Лебедь-XII. На Петроградском и Таганрогском заводах Лебедева было построено 216 самолётов.
- Лебедь-XП. Было построено 2 самолёта.
- Вуазен-LA. Было построено более 40 самолётов.
- Де-Хэвиленд DH-9а.
- Р-1. Строился до 1931 года. Было построено более 1000 самолётов.
- МР-1. Строился с 1927 по 1929 год. Было построено 124 самолёта.
- Р-5. Строился серийно с 1930 по 1931 год.
- ТБ-1П. Строился серийно с 1929 по 1932 год. Было построено 66 самолётов.
- МБР-4 «Савойя S-62 бис». Строился серийно по итальянской лицензии с 1932 по 1933 год.
- Ш-2. Строился серийно с 1932 по 1934 год. Было построено 298 самолёта, в том числе 16 в санитарном варианте.Shavrov Sh-2S AmbulanceCockpit of a Shavrov Sh-2 seaplane, Historic Aircraft Restoration Museum, St Louis

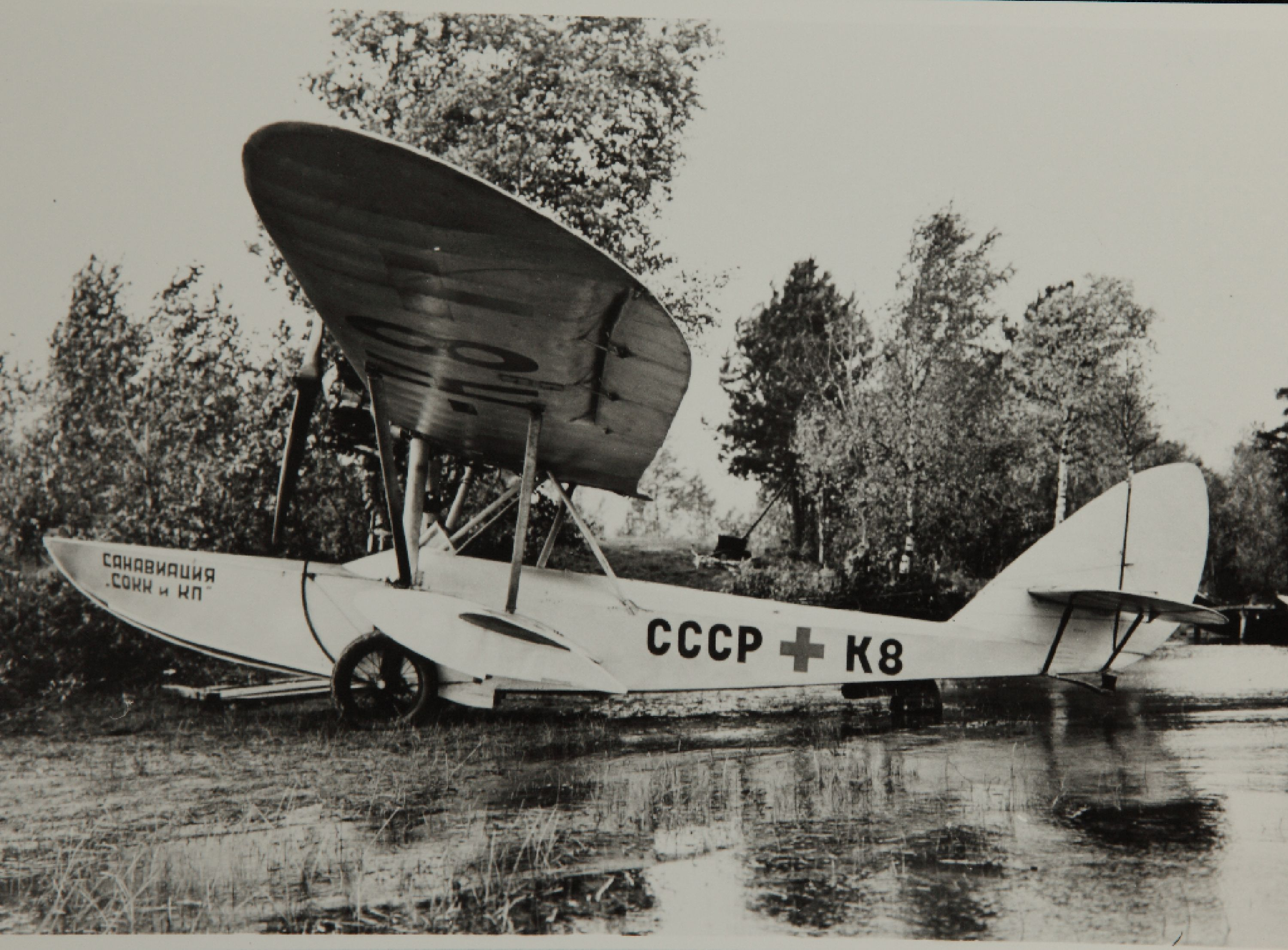
Shavrov Sh-2S Ambulance

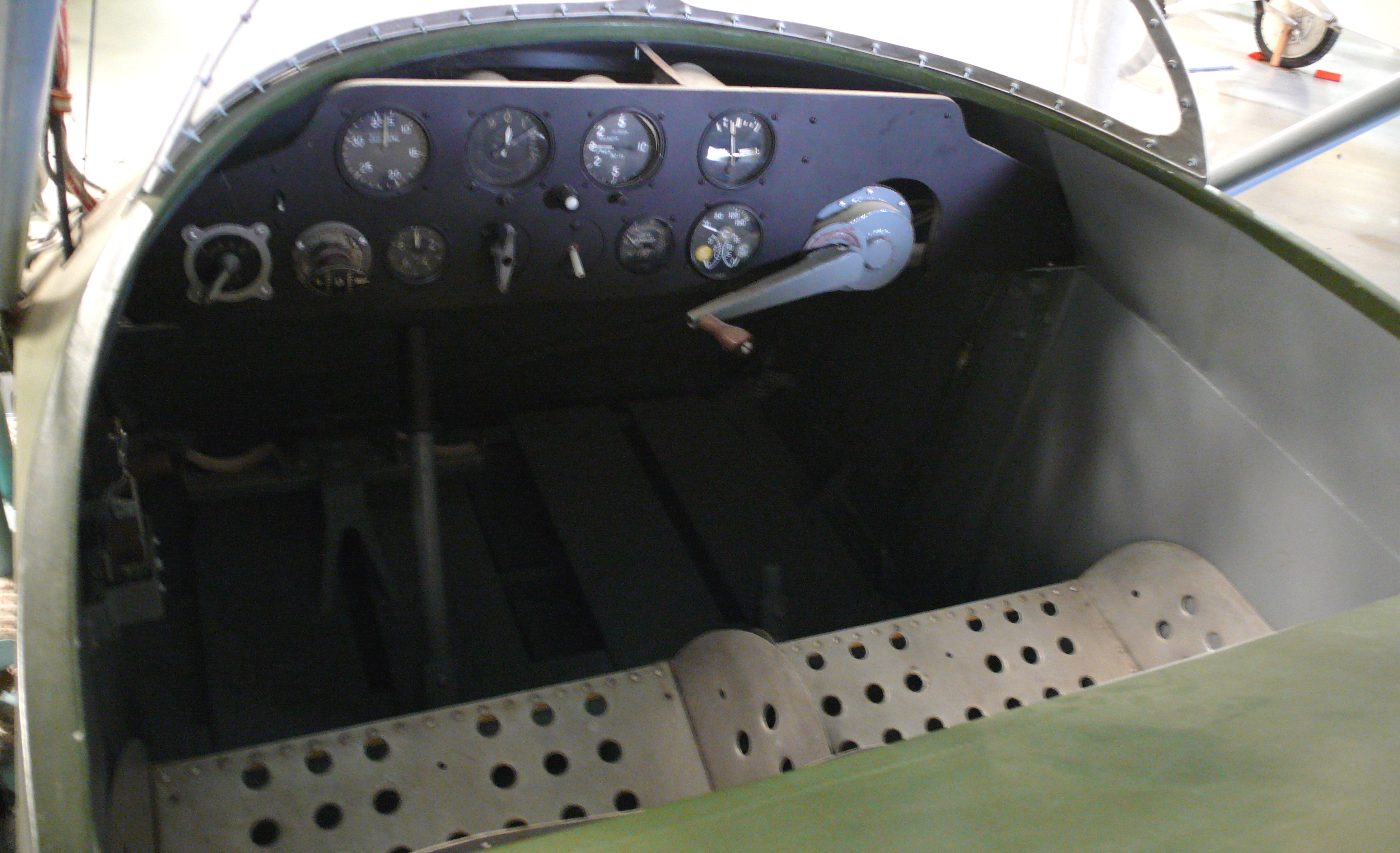
Cockpit of a Shavrov Sh-2 seaplane, Historic Aircraft Restoration Museum, St Louis

- ПС-9 (АНТ-9). Строился с 1931 по 1933 год. Было построено 75 самолётов совместно с заводом № 22 и заводом № 89.
- МБР-2. Строился серийно с 1934 по 1940 год. Было построено 1365 самолётов.
- КОР-1 (Бе-2). Строился в 1938 году. Было построено 12 самолётов.
- ГСТ. Строился по лицензии серийно с 1937 по 1938 год.Было построено 27 самолётов.
- ЛаГГ-3. С октября 1940 года до октября 1941 года, до эвакуации в Тбилиси, в Таганроге было построено 474 самолёта первых серий[3].

## Директора завода
- с 2015 по наст. вр. — Ю. В. Грудинин
- 2014—2015 — И. Б. Гаривадский
- 2006—2014 — В. А. Кобзев
- 2002—2006 — Н. В. Савицких
- 2001—2002 — В. Н. Какуркин
- 1985—2001 — И. С. Семченко
- 1978—1985 — Н. В. Ожерельев
- 1959—1978 — С. М. Головин
- 1953—1959 — А. Н. Соболев
- 1950—1953 — М. А. Суббочев
- 1944—1950 — П. М. Федоренко
- 1943—1944 — А. Н. Самоделков
- 1943—1943 — П. Т. Сагоненко
- 1942—1943 — В. Е. Саладзе (с 1942 по 1950 возглавлял Тбилисский авиационный завод)[4][5]
- 1941—1942 — С. И. Агаджанов
- 1940—1941 — И. Г. Загайнов
- 1938—1940 — М. М. Трухан
- 1936—1938 — М. Б. Шенкман
- 1935—1936 — Ф. П. Мурашов
- 1934—1935 — И. М. Косткин
- 1934—1934 — Ф. П. Мурашов
- 1933—1934 — Н. Н. Леонтьев
- 1932—1933 — В. И. Клевцов
- 1932—1932 — ?. ?. Краевский
- 1931—1932 — В. И. Берке
- 1929—1931 — П. С. Лысенков
- 1927—1929 — Д. С. Чекалов
- 1926—1927 — Я. А. Горшков
- 1925—1926 — Ф. А. Синицын
- 1924—1925 — И. С. Бойцов
- 1924—1924 — И. Д. Лейкин
- 1920—1924 — Е. Г. Виттенбиндер
- 1916—1918 — Р. М. Дидерикс

## Известные сотрудники завода
- Горбунов, Владимир Петрович (1903—1945) — советский авиаконструктор и организатор авиапромышленности, руководитель проекта по созданию истребителя ЛаГГ-3, главный конструктор по самолётостроению (с 1939 г.), лауреат Сталинской премии 1 степени (1941) совместно с С. А. Лавочкиным и М. И. Гудковым. Работал главным конструктором завода с 1940 по 1944 год (в Таганроге и Тбилиси).
- Лебедев, Владимир Александрович (1879—1947) — один из первых пилотов-авиаторов в России, Президент Всероссийского аэроклуба (1917), видный энтузиаст и промышленник в области российского авиастроения, кавалер ордена Почетного легиона (Франция). Основатель завода.
- Турубаров, Пётр Кузьмич (1918—1943) — слесарь, член таганрогской антифашистской организации[6].
- Турубарова, Валентина Кузьминична (1919—1943) — конструктор, член таганрогской антифашистской организации, сестра Петра Турубарова[7].
- Ульсен, Адольф Аммунович (1900—1943) — советский лётчик-испытатель, комбриг.

## Интересные факты
Коллектив рабочих, инженеров, техников и служащих Таганрогского завода имени Димитрова безгранично благодарен Вам, товарищ Сталин, и нашей родной Красной Армии за освобождение нашего родного города Таганрога и завода от фашистских захватчиков.
Желая приблизить час окончательной победы над врагом, коллектив завода собрал 101.000 руб. на постройку танковой колонны «Таганрог».
Пусть танковая колонна громит немецких извергов.
Директор завода им. Димитрова САМОДЕЛКОВ, секретарь парторганизации БОЛЬШЕНКО, председатель завкома САГАНЕНКО.
Прошу передать рабочим, работницам, инженерно-техническим работникам и служащим Таганрогского завода имени Димитрова, собравшим 101.000 рублей на постройку танковой колонны «Таганрог», — мой братский привет и благодарность Красной Армии.
И. СТАЛИН
Газета «Правда, 26 марта 1944 года»